# Brachyotum lutescens
Brachyotum lutescens är en tvåhjärtbladig växtart som först beskrevs av Hipólito Ruiz López och Pav., och fick sitt nu gällande namn av José Jéronimo Triana. Brachyotum lutescens ingår i släktet Brachyotum och familjen Melastomataceae. Inga underarter finns listade i Catalogue of Life.